# Križine
Križine (wł. Crisine) – wieś w Chorwacji, w żupanii istryjskiej, w mieście Umag. W 2011 roku liczyła 194 mieszkańców.